# سيجفريد هاس
سيجفريد هاس (7 يونيو 1898 - 14 ديسمبر 1987) كان جنرالًا في الفيرماخت لألمانيا النازية خلال الحرب العالمية الثانية قاد العديد من الفرق. وقد حصل على وسام الفارس الصليبي الحديدي.

## الجوائز والأوسمة
- وسام الفارس الصليبي الحديدي في 18 فبراير 1945 جينيرال لوتنانتوقائد فرقة المشاة 170.[1]

### اقتباسات
1. ↑  Fellgiebel 2000, p. 178.